# Konkurs Piosenki Eurowizji Junior 2009
7. Konkurs Piosenki Eurowizji Junior odbył się 21 listopada 2009 w Pałacu Sportu w Kijowie. Organizatorem była Europejska Unia Nadawców i ukraiński nadawca Narodowa Telekompania Ukrainy (NTU).
W konkursie wzięło udział 13 państw. Zwyciężył Ralf Mackenbach, reprezentant Holandii z utworem Click Clack.

## Lokalizacja

### Wybór miejsca organizacji
Pierwotnie EBU otrzymała ofertę organizacji od szwedzkiego nadawcy TV4, finalnie nadawca wycofał swoją kandydaturę. O organizację ubiegali się również nadawcy z Serbii (RTS), Białorusi (BTRC) i Ukrainy (NTU). Na początku czerwca 2008 fundacja międzynarodowa „Ukrajina 3000”, będąca partnerem lokalnego nadawcy w sprawach dotyczących Konkursu Piosenki Eurowizji dla Dzieci, podała do wiadomości publicznej, że po dyskusjach z EBU zadecydowano o organizacji konkursu na terenie obozu „Artek” na Krymie. 6 czerwca 2008 po negocjacjach EBU ogłosiło, że konkurs zorganizuje ukraiński nadawca 21 listopada 2009 roku w Pałacu Sportu w Kijowie. Lokalizację tą wybrano ze względu na lepszą infrastrukturę i doświadczenie w organizacji konkursów spod ramienia EBU.

## Organizacja

### Realizacja konkursu w czasie pandemii
W listopadzie 2009 pojawiły się pogłoski na temat możliwego przełożenia lub odwołania konkursu z powodu obserwowanej wtedy pandemii grypy A/H1N1v, co poparła m.in. posłanka Partii Regionów w ukraińskim parlamencie Hanna Herman, nawołując premier Julię Tymoszenko do zakazania organizacji konkursu na terenie kraju lub jego całkowitego odwołania. 12 listopada wicepremier Iwan Wasiunyk zadeklarował, że konkurs odbędzie się zgodnie z planem 21 listopada, oraz że nakazał Ministerstwu Zdrowia Ukrainy i nadawcy NTU powołanie agencji odpowiedzialnej za koordynację działań i monitorowanie sytuacji epidemiologicznej w hali oraz innych miejscach, w których będą przyjmowani uczestnicy, partnerzy i goście.

## Kraje uczestniczące
8 czerwca 2009 roku Europejska Unia Nadawców (EBU) podała do oficjalnej wiadomości, że w konkursie wezmą udział reprezentanci trzynastu państw. Do stawki konkursowej powrócił nadawca publiczny Szwecji, zaś z konkursu wycofały się telewizje z Bułgarii (z powodu słabego wyniku osiągnietego rok wcześniej), Grecji (z powodu niewielkiego zainteresowania widowiskiej wśród telewidzów) i Litwy (z powodu problemów finansowych nadawcy publicznego). Transmisję przeprowadziły też nieuczestniczące w konkursie telewizje z Azerbejdżanu oraz Bośni i Hercegowiny.
13 października odbyło się losowanie kolejności występów wszystkich uczestników konkursu.

### Finał
| L.p. | Kraj      | Wykonawca           | Piosenka                                                       | Język                   | Miejsce | Punkty |
| ---- | --------- | ------------------- | -------------------------------------------------------------- | ----------------------- | ------- | ------ |
| 1    | Szwecja   | Mimmi Sandén        | „Du”                                                           | szwedzki                | 6       | 68     |
| 2    | Rosja     | Jekatierina Riabowa | „Maleńkij princ” (Маленький принц)                             | rosyjski                | 2       | 116    |
| 3    | Armenia   | Luara Hajrapetian   | „Barcelona”                                                    | ormiański               | 2       | 116    |
| 4    | Rumunia   | Ioana Anuța         | „Ai Puterea în Mâna Ta”                                        | rumuński                | 13      | 19     |
| 5    | Serbia    | Ništa Lično         | „Onaj Pravi”                                                   | serbski                 | 10      | 34     |
| 6    | Gruzja    | Princesses          | „Lurji prinveli” (ლურჯი ფრინველი)                              | gruziński               | 7       | 68     |
| 7    | Holandia  | Ralf Mackenbach     | „Click Clack”                                                  | niderlandzki, angielski | 1       | 121    |
| 8    | Cypr      | Rafaella Kosta      | „Thalassa, ilios, areas, fotia” (Θάλασσα, ήλιος, αέρας, φωτιά) | grecki                  | 11      | 32     |
| 9    | Malta     | Francesca & Mikaela | „Double Trouble”                                               | angielski               | 8       | 55     |
| 10   | Ukraina   | Andranik Aleksanyan | „Try topoli, try surmy” (Три тополі, три сурми)                | ukraiński               | 5       | 89     |
| 11   | Belgia    | Laura               | „Zo verliefd (Yodelo)”                                         | niderlandzki            | 4       | 113    |
| 12   | Białoruś  | Jury Dziemidowicz   | „Wołszebnyj krolik” (Волшебный кролик)                         | rosyjski, łacina        | 9       | 48     |
| 13   | Macedonia | Sara Markoska       | „Za ljubowta” (За љубовта)                                     | macedoński              | 12      | 31     |

## Wyniki

### Tabela punktacyjna finału
|                     |                                                                                                | Głosy |         |         |        |        |          |      |       |         |        |          |           |    |    |
| Suma punktów        | Szwecja                                                                                        | Rosja | Armenia | Rumunia | Serbia | Gruzja | Holandia | Cypr | Malta | Ukraina | Belgia | Białoruś | Macedonia |    |    |
| Uczestnicy konkursu | Szwecja                                                                                        | 68    |         | 4       | 5      | 2      | 5        | 3    | 6     | 2       | 5      | 4        | 7         | 5  | 8  |
| Uczestnicy konkursu | Rosja                                                                                          | 116   | 6       |         | 10     | 8      | 10       | 7    | 7     | 10      | 7      | 12       | 8         | 12 | 7  |
| Uczestnicy konkursu | Armenia                                                                                        | 116   | 10      | 12      |        | 6      | 7        | 12   | 10    | 12      | 6      | 10       | 10        | 8  | 1  |
| Uczestnicy konkursu | Rumunia                                                                                        | 19    | 1       | 0       | 0      |        | 0        | 0    | 1     | 0       | 2      | 0        | 0         | 0  | 3  |
| Uczestnicy konkursu | Serbia                                                                                         | 34    | 2       | 1       | 3      | 3      |          | 2    | 0     | 3       | 0      | 3        | 0         | 1  | 4  |
| Uczestnicy konkursu | Gruzja                                                                                         | 68    | 3       | 5       | 6      | 7      | 1        |      | 4     | 7       | 10     | 6        | 5         | 2  | 0  |
| Uczestnicy konkursu | Holandia                                                                                       | 121   | 12      | 8       | 8      | 12     | 8        | 8    |       | 8       | 8      | 8        | 12        | 7  | 10 |
| Uczestnicy konkursu | Cypr                                                                                           | 32    | 7       | 3       | 2      | 1      | 0        | 1    | 0     |         | 1      | 0        | 2         | 3  | 0  |
| Uczestnicy konkursu | Malta                                                                                          | 55    | 0       | 2       | 4      | 4      | 4        | 4    | 8     | 4       |        | 1        | 6         | 4  | 2  |
| Uczestnicy konkursu | Ukraina                                                                                        | 89    | 4       | 7       | 12     | 10     | 2        | 10   | 5     | 5       | 4      |          | 3         | 10 | 5  |
| Uczestnicy konkursu | Belgia                                                                                         | 113   | 8       | 10      | 7      | 5      | 12       | 6    | 12    | 6       | 12     | 5        |           | 6  | 12 |
| Uczestnicy konkursu | Białoruś                                                                                       | 48    | 0       | 6       | 1      | 3      | 0        | 5    | 3     | 1       | 0      | 7        | 4         |    | 6  |
| Uczestnicy konkursu | Macedonia                                                                                      | 31    | 5       | 0       | 0      | 0      | 5        | 0    | 2     | 0       | 3      | 2        | 1         | 0  |    |
| Uczestnicy konkursu | Przed rozpoczęciem ogłaszania wyników wszystkie państwa otrzymały automatycznie po 12 punktów. |       |         |         |        |        |          |      |       |         |        |          |           |    |    |